# Jean-Pierre Bernès
Pour les articles homonymes, voir Bernès.
Cet article possède un paronyme, voir Jean-Pierre Bernés.
Jean-Pierre Bernès, né le 10 février 1957 à Marseille, est un ancien dirigeant français de football et actuel agent de joueurs.
Il travaille notamment à l'Olympique de Marseille lors de l'affaire VA-OM.  

## Biographie
Diplômé de l'Institut d'études politiques d'Aix-en-Provence en 1978, il arrive à l'OM le 1er octobre 1981 en tant que salarié, après avoir participé bénévolement à la sauvegarde du club. Il a d'abord travaillé avec Claude Cuny (ex-patron de l'AS Nancy-Lorraine), avant d'œuvrer sous les ordres de Bernard Tapie. Il a été inculpé dans l'affaire VA-OM. Il a écrit un livre, Je dis tout, sur sa période à l'OM. Il est révoqué du club en 1993 et est condamné à deux ans de prison avec sursis  en 1995.
Il est également radié à vie par la FFF en 1994, sanction annulée en 1996 par la FIFA.
Devenu agent, il s'associe avec Alain Migliaccio, son ami et agent numéro 1 de l'époque. Ils s'occupent ensemble notamment de Ribéry, Nasri et Ménez. Bruno Heiderscheid, l'agent de Ribéry de 2005 à 2007, estime que le duo a débauché son joueur, avec l'aide de Zidane, ce que le code de déontologie de la FIFA interdit. Il engage une action devant le tribunal arbitral du sport mais est débouté, le tribunal estimant que Heiderscheid ne pouvait lui-même pas être agent du fait de son casier judiciaire.
Jean-Pierre Bernès est l'agent de plusieurs joueurs de football tels que Alou Diarra, Jérémy Ménez, Adil Rami, Jérémy Mathieu, Jimmy Briand, Samir Nasri, Franck Ribéry, Nabil Fekir, Mathieu Valbuena ainsi que d'entraîneurs de renom comme Didier Deschamps, Laurent Blanc, Christophe Galtier, Julien Stéphan et Corinne Diacre. Il est l'un des mieux rémunérés de France.
En date du 21 juin 2009, Jean-Claude Dassier, ancien président de l'Olympique de Marseille, tente de le convaincre de le rejoindre afin de gérer le recrutement du club phocéen. José Anigo, le directeur sportif en poste, s'y oppose : Anigo conditionne, en effet, sa collaboration avec le nouveau président au renoncement par ce dernier à l'arrivée de Bernès à l'Olympique de Marseille.

## Dans la fiction
- Dans la série Tapie de Tristan Séguéla, sortie en 2023, son rôle est joué par Philippe Uchan.